# Daniel Kindberg
Karl Stig Daniel Kindberg, född 6 november 1967 i Umeå, är tidigare ordförande i Östersunds FK.

## Biografi
Kindberg var tidigare yrkesofficer i infanteriet med grundläggande officersutbildning 1989–1991. Under sin militära karriär tjänstgjorde han bland annat som bataljonschef vid Norrbottens regemente i Boden och Jämtlands fältjägarregemente i Östersund. Åren 1998–1999 gjorde han internationell tjänst och var han chef för ett pansarskyttekompani Bosnien BA11, vilken var den elfte bataljonen av de så kallade Bosnienbataljonerna. År 2004 anställdes han som VD för Fältjägaren Fastigheter AB och regionchef för PEAB fastighetsutveckling. År 2014 rekryterades han till det kommunala bostadsbolaget Östersundshem som VD.
År 2010 tog Kindberg över som ordförande i Östersunds FK (ÖFK) med det uttalade målet att fotbollslaget en dag skulle spela i Champions League. Under åren i Östersunds FK åtalades, och sedermera dömdes, Daniel Kindberg för grovt bokföringsbrott, något som han har överklagat.

## Åtal
År 2018 blev Kindberg på sannolika skäl misstänkt för grovt bedrägeri och medhjälp till grovt bokföringsbrott. I mars 2019 sände TV-programmet Uppdrag granskning ett reportage om Kindberg och det som lett fram till åtalet om grov ekonomisk brottslighet. I reportaget, som Kindberg kritiserat och även anmält till Granskningsnämnden, framgår även att journalister på Östersunds-Posten från 2014 sökt insyn i de ekonomiska relationerna mellan Kindberg, ÖFK, kommunstyrelsen, en företagare i Sollefteå, byggföretaget Peab samt Östersundshem. Rättegången inleddes den 2 september 2019 i Ångermanlands tingsrätt i Härnösand. Tingsrätten dömde den 5 november 2019 Kindberg för grov trolöshet mot huvudman och grovt bokföringsbrott till fängelse i tre år, näringsförbud i fem år samt att solidariskt med två medåtalade betala skadestånd för ekonomisk skada till de två målsägande fastighetsbolaget Fältjägaren och Östersundshem med 9,2 respektive 4,4 miljoner kronor. Både Kindberg och åklagaren överklagade domen till hovrätten. Under rättsprocessen så avgick även den tidigare kommunstyrelseordföranden i Östersund AnnSofie Andersson (S) då hon hade diskuterat den pågående polisutredningen med Daniel Kindberg. 
Tingsrättsdomen vann aldrig laga kraft och ogiltigförklarades vid hovrättsdomen. En hovrättsdom sköts upp flera gånger men den 3 december 2021 meddelades hovrättens dom. Enligt åtalet ska de åtalade genom luftfakturor ha tagit betalt för ej utförda arbeten inom stadsdelen Norr i Östersund. Det var något som åklagaren inte kunnat bevisa, menade hovrätten och friade därmed enhälligt både Kindberg och Sollefteåföretagaren på samtliga punkter. Den tredje åtalade, den så kallade PEAB-mannen, avled i januari 2021.
Hovrätten för Nedre Norrland ändrade Ångermanlands tingsrätts dom och frikände företagsprofilen och den tidigare ordföranden i Östersunds Fotbollsklubb, en företagare från Sollefteå och en person som arbetat på PEAB från samtliga åtal och avslagit åklagarens talan om näringsförbud mot ordföranden och företagaren. Domen överklagades aldrig till Högsta Domstolen då ej felaktigheter i domstolens bedömning eller särskilda skäl ansågs föreligga.
Den 23 juni 2022 dömdes Kindberg, i ett annat mål, till 30 månaders fängelse. Östersunds tingsrätt dömde honom skyldig till grovt tagande av muta, medhjälp till grovt bokföringsbrott och medhjälp till grovt försvårande av skattekontroll. Han ska därtill betala staten 5 545 000 kr, den summa han tagit emot i muta. Domen har överklagats till hovrätten.